# Bizeres
Els bizeres (en llatí byzeres, en grec antic βύζηρες) eren un poble del Pont. Segons Esteve de Bizanci, que en parla, tenien un Βυζηρικὸς λιμήν ("Bizerikos limen" port bizèric) d'on podríem inferir que es trobaven a la costa o, almenys, posseïen un lloc o una ciutat vora la costa.
Estrabó esmenta alguns pobles salvatges que vivien al país situat al sud de Trebisonda i Farnàcia, entre ells els tibarens, els caldes, els sannis, que abans es deien macrons i altres i afegeix que alguns d'aquests pobles es deien bizeres però no queda clar si era el mateix poble anomenat heptacometes o eren un poble diferent. Dionís Periegetes diu que es deien becheires o bechiris. El nom devia ser conegut, ja que també el mencionen Plini el Vell i Pomponi Mela, però no s'ha pogut establir el lloc concret on habitaven.